# El Toro (Freizeitpark Plohn)
El Toro is een houten achtbaan in het Duitse attractiepark Freizeitpark Plohn gelegen in Lengenfeld.

## Algemene informatie
El Toro opende op 10 april 2009 en werd gebouwd door het Amerikaanse Great Coasters International. De totale kosten bedroegen 5,1 miljoen euro waarvan 2.268.000 euro werd bijgedragen door het Europees Fonds voor Regionale Ontwikkeling.

## Technische informatie
El Toro maakt gebruik van één achtbaantrein met twaalf wagons die ieder plaats bieden aan twee personen. Een individuele schootbeugel en een gedeelde gordel zijn als veiligheidsmiddelen geïnstalleerd. De baan bevat twee tunnels en heeft een lengte van 725 meter. De maximale hoogte boven aan de optakeling bedraagt 24,5 meter.